# Soroban

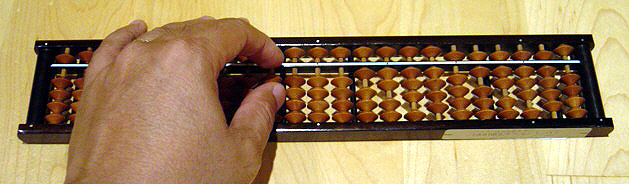
Un soroban. Observaţi că mâna utilizatorului de aici este stânga, pentru că utilizatorul este stângaci. De obicei, majoritatea utilizatorilor operează soroban-ul cu mâna dreaptă.

Un soroban (算盤, そろばん? cutie de numărat) este un abac dezvoltat în Japonia. 
Este derivat din suanpan, importat din China în Japonia prin Coreea în secolul al XV-lea d.Hr., dar forma sa actuală datează din anii 1930. 
Posedă un minim de bile necesare calculelor. Pe rândul de sus o bilă cu valoarea cinci, pe rândul de jos 4 bile cu valoarea 1. În general, un soroban are cel puțin 15 coloane, dar există și modele cu 21, 23, 27 sau 31 de coloane.
Un utilizator bine antrenat are o viteză de calcul superioară unei mașini de calculat mecanice.
Pe soroban se pot efectua operații matematice: adunare, scădere, înmulțire, împărțire, ridicare la putere, extragere rădăcina pătrată și cubică, aflarea celui mai mare divizor comun a două numere etc.
Unul din scopurile finale ale folosirii soroban-ului este acela de a efectua calculele fără a avea efectiv un soroban la îndemână, ci doar imaginându-se unul (ceea ce japonezii numesc anzan - calcul mintal).
Ca și suanpan, soroban-ul este încă folosit și astăzi în Japonia, chiar și în condițiile proliferării, manevrării ușoare și prețului scăzut al calculatoarelor electronice de buzunar. Studiul soroban-ului se face în școli, unde, deși nu este obligatoriu, mai mult de jumătate dintre elevi optează pentru studiul acestuia.

## Confecționare

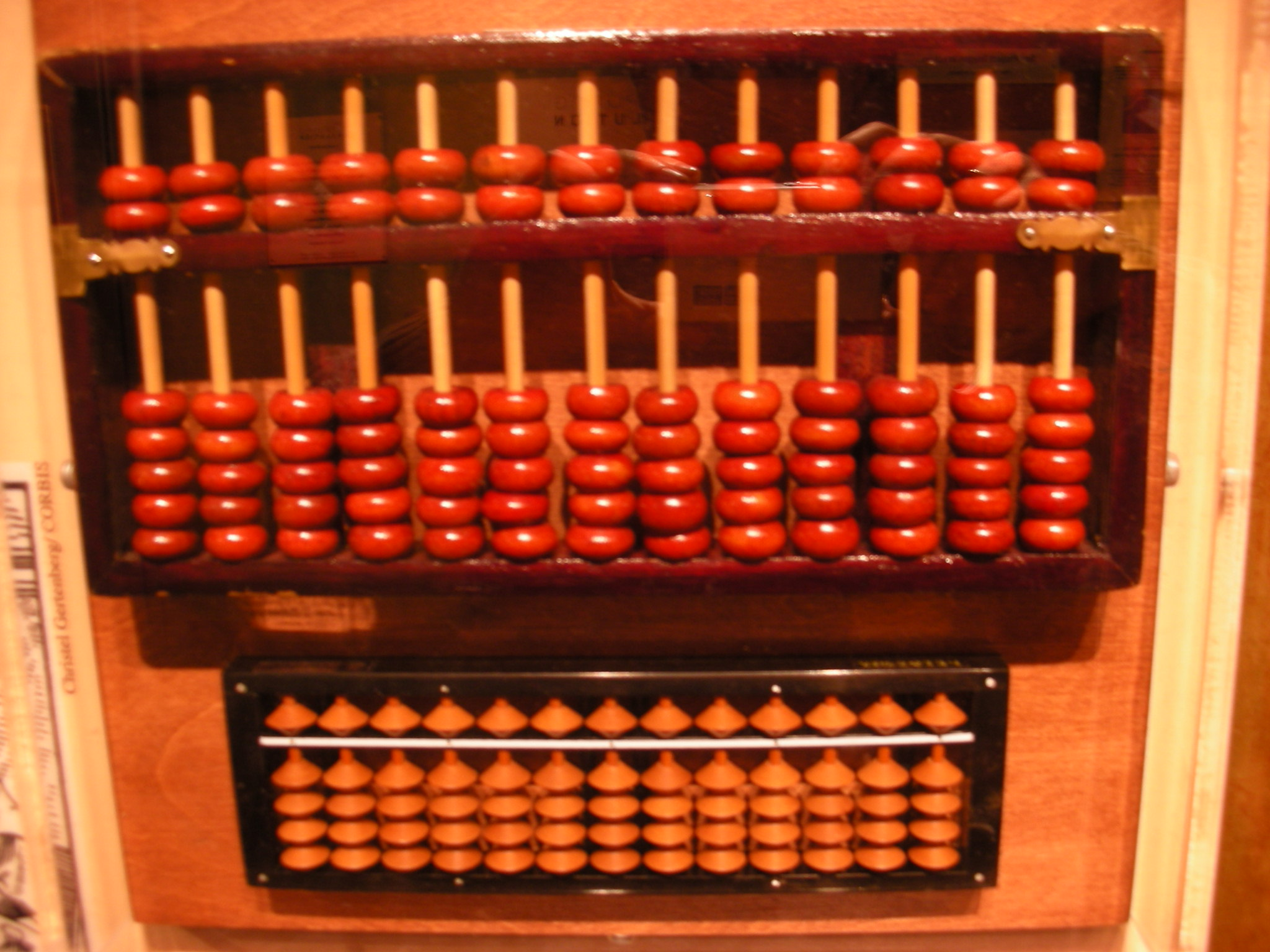
Un suanpan (sus) şi un soroban (jos). Cele două abace din imagine sunt de dimensiuni standard şi au treisprezece coloane fiecare.

Un soroban este format dintr-un număr impar de coloane, fiecare având bilele astfel: o bilă valorând cinci (denumită bilă cerească, și patru bile valorând unu fiecare (denumite bile pământești). Bilele de pe fiecare coloană sunt divizate print-o bară. Numărul și dimensiunea bilelor de pe o coloană fac ca un soroban standard de 13 coloane să fie mai facil decât un suanpan de dimensiuni similare.
Numărul de coloane într-un soroban este întotdeauna impar și niciodată mai mic decât 9. Modelele de bază au de obicei 13 coloane, dar numărul de coloane al unui model practic sau standard de obicei ajunge la 21, 23, 27 sau chiar 31, permițând astfel calcule cu numere cu mai multe cifre, sau reprezentarea simultană a mai multor numere. Fiecare coloană reprezintă o cifră, iar un număr mai mare de coloane permite reprezentarea mai multor cifre.
Bilele și coloanele sunt confecționate dintr-o varietate de materiale. Cele mai multe sorobane făcute în Japonia sunt din lemn și au coloanele din metal, rattan sau bambus. Bilele sunt de obicei biconice (în formă de dublu-con). De obicei sunt făcute din lemn, deși în cazul sorobanelor făcute în afara Japoniei pot fi din marmură, piatră sau chiar plastic. Costul unui soroban poate crește, în funcție de materialele din care este făcut.
O particularitate unică, ce deosebește sorobanul de vărul său chinez (suanpan), este un punct ce marchează fiecare a treia coloană. Aceste puncte sunt puncte de unitate, și fiecare astfel de punct arată ultima cifră a unui număr întreg. Orice cifră care este reprezentată pe coloane aflate în dreapta unui astfel de punct face parte din partea zecimală a numărului, cu excepția cazului când numărul face parte dintr-o operație de înmulțire sau împărțire și poate fi reprezentat începând cu orice coloană. Suanpanul de obicei nu are această facilitate.